# Apatania momoyaensis
Apatania momoyaensis är en nattsländeart som beskrevs av Kobayashi 1973. Apatania momoyaensis ingår i släktet Apatania och familjen Apataniidae. Inga underarter finns listade i Catalogue of Life.